# سد پنیتاس
سد پنیتاس (به اسپانیایی: Presa Peñitas) یک سد و نیروگاه برقابی در مکزیک است که در چیاپاس واقع شده‌است.